# تب بهاری (فیلم ۱۹۲۷)
تب بهاری (به انگلیسی: Spring Fever) یک فیلم صامت و کمدی آمریکایی محصول سال ۱۹۲۷ با بازی ویلیام هاینس، جوآن کراوفورد و جورج آرتور و به کارگردانی ادوارد سجویک است. فیلمنامه بر اساس نمایشنامه ای به همین نام توسط وینسنت لارنس در سال ۱۹۲۵ می‌باشد.

## فیلمبرداری
فیلمبرداری در پسیفیک پلسیدس، لس‌آنجلس انجام شده‌است.